# Lijst van bouwwerken gesticht door de bisschoppen van Krakau
Dit is een incomplete lijst van bouwwerken gesticht door de bisschoppen van Krakau.
| Gesticht | Naam                                 | Plaats               | Stichter                        | Afbeelding |
| -------- | ------------------------------------ | -------------------- | ------------------------------- | ---------- |
| 1020     | Wawelkathedraal                      | Krakau               | Aaron van Krakau                |            |
| 1171     | Kathedraal van Kielce                | Kielce               | Gedko van Krakau                |            |
| 1179     | Cisterciënzerabdij van Wąchock       | Wąchock              | Gedko van Krakau                |            |
| 1185     | Sint-Floriaankerk                    | Krakau               | Gedko van Krakau                |            |
| ca. 1200 | Heilige Kruiskerk                    | Krakau               | Fulko van Krakau                |            |
| 1203     | Ziekenhuis van Sławków               | Sławków              | Fulko van Krakau                |            |
| 1222     | Mogiła-abdij                         | Krakau               | Iwo Odrowąż                     |            |
| 1223     | Dominicanenkerk                      | Krakau               | Iwo Odrowąż                     |            |
| 1231     | Kerk van St. Adalbert (Kościelec)    | Kościelec            | Wisław Zabawa                   |            |
| 1340     | Bisschoppelijk kasteel van Iłża      | Iłża                 | Jan Grot                        |            |
| 1353     | Kerk van Tłuczań                     | Tłuczań              | Jan Bodzęta                     |            |
| 14e eeuw | Bisschoppelijk kasteel van Bodzentyn | Bodzentyn            | Florian Mokrski                 |            |
| 1364     | Jagiellonische Universiteit          | Krakau               | Florian Mokrski (medeoprichter) |            |
| 14e eeuw | Paleis van Florian Mokrski           | Krakau               | Florian Mokrski                 |            |
| 1382     | Paulinerklooster                     | Częstochowa          | Jan Radlica (medeoprichter)     |            |
| 1436     | Johannes Evangelistkerk              | Pińczów              | Zbigniew Oleśnicki              |            |
| 1440     | Kerk van Bodzentyn                   | Bodzentyn            | Zbigniew Oleśnicki              |            |
| 1450     | Grenspaal van Biskupice Radłowskie   | Biskupice Radłowskie | Zbigniew Oleśnicki              |            |
| 1453     | Bernardinus van Sienakerk            | Krakau               | Zbigniew Oleśnicki              |            |
| 1547     | Paleis van Prądnik                   | Prądnik Biały        | Samuel Maciejowski              |            |
| 1612     | Kerk van Tylicz                      | Tylicz               | Piotr Tylicki                   |            |
| 1637     | Bisschoppelijk Paleis van Kielce     | Kielce               | Jakub Zadzik                    |            |
| 1686     | Franciscus van Saleskerk             | Krakau               | Jan Małachowski                 |            |